# Tijuco (Brumadinho)

Tejuco é um povoado de Brumadinho, Minas Gerais, enraizado na encosta sul da Serra do Três Irmãos tem como padroeira Nossa Senhora das Mercês.
Nos dias 23 e 24 de setembro e comemorado o Jubileu de Nossa Senhora das Mercês Que é tradicionalmente conhecida em toda região,a festa religiosa é uma das maiores e melhores de Brumadinho.

## Economia
Esta ligada a extração do mineiro de ferro, feita por duas mineradoras,a Lion Ore ,e a Mineral do Brasil. Responsáveis por empregar grande parte dos moradores. Existem pequenas atividades agrícolas com plantações de verduras e hortaliças